# Hr.Ms. Vlieland (1942)
De Hr.Ms. Vlieland (FY 226,MV 12, M 868) ex HMS MMS 226 was een Nederlandse mijnenveger van het type MMS 105, vernoemd naar het Friese waddeneiland Vlieland. Het schip werd gebouwd door de Britse scheepswerf Herald & Mc.kenzie uit Buckie. Hetzelfde jaar dat het schip werd gebouwd werd het in dienst genomen bij de Nederlandse marine. Tijdens de Tweede Wereldoorlog voerde het schip mijnenveegoperaties uit in Britse wateren.
Van 2 november tot 24 november 1944 neemt de Vlieland samen met de andere Nederlandse mijnenvegers: Texel, Putten, Beveland en Terschelling deel aan Operatie Calender. Gedurende Operatie Calender werden 229 grond- en 38 verankerde zeemijnen geruimd in de Westerschelde. Dit met als doel de bevrijde haven van Antwerpen bereikbaar te maken voor geallieerde scheepvaart.
Het schip overleefde de Tweede Wereldoorlog en vertrok op 20 maart 1947 naar Nederlands-Indië om de verloren gegane Walcheren te vervangen. De Vlieland is in november 1951 in Nederlands-Indië nabij Hollandia in Nieuw-Guinea gezonken om in 1952 officieel uit dienst te worden gesteld.